# Venado (kommun)
Venado är en kommun i Mexiko.   Den ligger i delstaten San Luis Potosí, i den centrala delen av landet, 400 km nordväst om huvudstaden Mexico City.
Följande samhällen finns i Venado:
- Polocote de Arriba
- Cinco de Mayo
- El Tecolote
- El Pocito
- El Ranchito
- El Matorral
- San Pedro
- San Mateo
- La Ciénaga de Guanamé
- Cañada Grande
- La Barranca Norte
- El Sotol